# Foresta fossile di Dunarobba

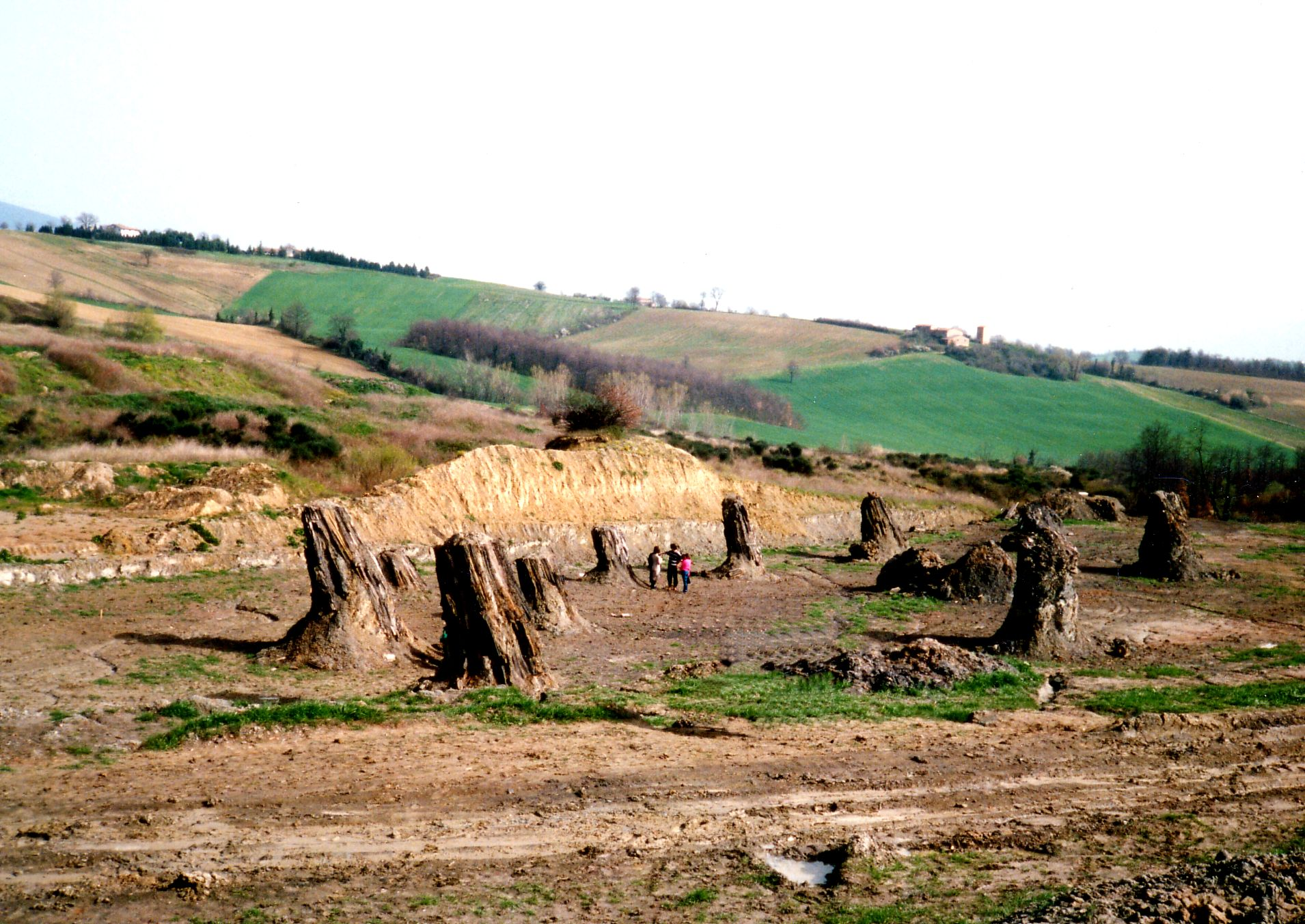
La foresta fossile di Dunarobba, nella seconda metà degli anni '80. I tronchi sono ora riparati da tettoie di protezione e l'intera area è recintata.

I tronchi visibili nel sito paleontologico della Foresta fossile di Dunarobba vennero alla luce in località Casaccia, a poca distanza da Avigliano Umbro, tra il 1979 e il 1987, in una cava di argilla utilizzata da una vicina fabbrica di laterizi, e sono risalenti al periodo geologico Cenozoico, quando sorgevano su una sponda del Lago Tiberino.

## I primi ritrovamenti
La storia delle prime scoperte, dopo gli iniziali ritrovamenti nel territorio di Todi da parte del principe Federico Cesi, comincia in realtà nel 1600 quando alcuni scienziati, che in quell'anno fondarono a Roma l'Accademia dei Lincei, si occuparono di questi reperti che chiamarono metallofiti, cioè a metà tra le piante e i metalli. In particolare, tra il 1620 e il 1637, il linceo Francesco Stelluti da Fabriano, per incarico dello stesso Federico Cesi, cominciò a studiare con metodo scientifico questo legno fossile, informando dei ritrovamenti anche Galileo Galilei. Nel 1637 dai suoi studi nacque il Trattato sul legno fossile minerale nuovamente scoperto, in cui l'autore riportò una descrizione geografica del sito e una minuziosa ricostruzione del materiale ligneo. Gli abitanti del luogo, in gran parte contadini, non diedero mai grande importanza a quei tronchi; il loro atteggiamento cambiò solo agli inizi del Novecento e, in particolare, dopo lo scoppio della prima guerra mondiale quando, per far fronte alle crescenti richieste di combustibile per il riscaldamento delle abitazioni, e per le industrie, si avviò la ricerca sistematica e quindi l'estrazione di torbe e ligniti. Tuttavia la foresta fossile di Dunarobba venne scoperta solamente negli anni settanta del XX secolo, scavi che si protraggono fino al 1987.

### La produzione di lignite
Nel 1929 un'azienda di Spoleto fece aprire tre gallerie nell'area dell'attuale foresta fossile, impiegando 50 minatori. Nel 1933 la miniera venne spostata più a est e vennero aperti nuovi pozzi. Si venne così a creare la "Società Anonima Ligniti Dunarobba", una vera e propria industria con oltre 600 dipendenti. Tutte le campagne intorno ad Avigliano Umbro furono sondate da pozzi, dai quali uscivano torba e lignite. Le attività di scavo nella miniera venivano a volte ostacolate proprio dal ritrovamento dei grandi tronchi fossili, soprattutto da quelli in posizione verticale. Solo agli inizi degli anni cinquanta del Novecento, in seguito all'introduzione sul mercato di nuovi combustibili a miglior prezzo, si ebbe una progressiva riduzione della produzione industriale di lignite e, nel 1952, alla definitiva chiusura dell'azienda e della miniera.
L'interesse del mondo scientifico per lo studio geologico e paleontologico della foresta è cominciato, quindi, molto tardi. Solamente nel 1987 il Ministero per i beni culturali e ambientali ha posto, sull'affioramento dei tronchi, il vincolo come bene paleontologico e la Regione dell'Umbria come bene ambientale.

## La foresta fossile
Il diametro dei tronchi fossili varia da 1 metro a 4 e le altezze possono arrivare fino a 8 metri. Tuttavia recenti sondaggi hanno dimostrato la presenza di lembi di legno fino a 25 metri di profondità rispetto all'attuale piano di scavo. Grazie agli esami condotti utilizzando le moderne metodiche scientifiche, esami sia istologici che dei pollini dei frutti e delle impronte delle foglie, si può affermare con certezza che si tratta di un bosco di conifere del genere Taxodion, probabilmente una forma estinta di Sequoia, molto simile all'attuale Sequoia sempervirens, che può raggiungere i 100 metri di altezza, esistente solo in una ristretta zona della California.
La foresta fossile comprende una cinquantina di tronchi di alberi mummificati e non pietrificati.
La posizione eretta dei giganteschi alberi ha permesso ai geologi di studiare il terreno che si trova alla base dei tronchi, come se fosse il suolo su cui attecchirono milioni di anni fa, consentendo così di trarre importanti conclusioni per la conoscenza del paleoambiente, cioè dell'antico ambiente in cui sono vissuti i tronchi e, più in generale, per la comprensione della storia geologica dell'Umbria meridionale. Tali studi fanno supporre che la foresta fossile di Dunarobba sia esistita già tre milioni di anni fa, nel Pliocene medio-superiore, ovvero alla fine del Cenozoico sulla sponda dell'immenso lago Tiberino, un lago a forma di "y" rovesciata, che si estendeva da nord a sud per gran parte dell'Umbria, a partire all'incirca da Città di Castello.
Dal 1999 esiste il Centro di Paleontologia Vegetale della Foresta Fossile di Dunarobba che gestisce nei pressi della foresta fossile un arboretum.